# 挪威教育
挪威教育於 6~16 歲之間的兒童為義務性質。挪威的學年從八月中開始到隔年的六月底。十二月中到隔年一月初會放聖誕節假期，也將學期分成兩學期。目前，第二學期從一月初開始。

## 挪威教育歷史
挪威的教育史可以追溯到中世紀，1153年後，挪威成為天主教教區，座堂學校在特隆赫姆，奧斯陸，卑爾根，哈馬爾等城市開始設立。
在1537年，挪威改為信義宗之後(當時為丹麥-挪威聯合王國)，天主教學校改為拉丁語學校(Latin schools)，並且強制性的在城鎮都設立。
1736年開始強制要求所有的兒童學習閱讀，不過一開始效果不好。1827年，挪威設立「folkeskole」(「人民學校」之意)。1889年規定義務教育為七年；1969年改為九年。1970年代到1980年代之間，廢除「folkeskole」，並由「grunnskole」(「基礎學校」之意) 所取代。

## 現行教育
目前的挪威教育系統區分成三個階段：小學(挪威語Barneskole，6-13 歲)，初中(挪威語Ungdomsskole,13-16 歲)，以及高級中學(挪威語Videregående skole, 16-19 歲)。
小學以及初中為義務教育，供6~16歲之間的兒童就讀。1997年之前，挪威的義務教育年齡為七歲開始。大部分的學生從初中到高中得更換學校，幾乎全部的學校只提供一個階段。

### 小學(Barneskole, 一到七年級，6–13 歲)
在小學第一年，學童花大部分的時間玩教育性遊戲以及學習社交，字母，基本算術以及基本英語。二到七年級，學生將學習數學，英語，科學，宗教學(不只是基督宗教，包括其他宗教的內容以及歷史)，美學以及音樂，從五年級時開始增加地理，歷史以及社會研究。在小學階段不進行正式評分，不過老師還是會給予評價，有時候會有一些非正式小考或作業。小考會帶回家讓父母了解。也會有一些指導性測驗讓教師了解這個學生是否低於平均值或者需要學校提供輔導。

### 初中 (Ungdomsskole, 8-10 年級，13-16 歲)
當學生進入初中階段，約12~13歲，便開始有正式成績。此時學生的成績在會與全國比較並決定他們是否得以進入高中。從八年級開始，學生可以選擇一門選修課(挪威語valgfag)。通常是德語，法語，西班牙語，以及英語和挪威語。在 2006年的教改之前，學生可以選擇實用的選修課而不是語言課。1999年後出生的學生可以多選一門實用選修課，因此變成兩門選修課。
如果學生已提前完成課程可以參與部分的十年級考試(Grade 10 exam)科目。
2009年，國際學生能力評估計劃的報告中，十五歲的挪威學生的表現比其他斯堪地那維亞的相同年紀學生表現較好，以及比2006年以來大幅上升。不過在數學表現上，挪威前10%，還是輸給上海的學生三年。

### 高中(挪威語Videregående skole, VG1-VG3年級，16-19 歲)
高級中學為三年期的非義務教育，不過社會的改變(這個區間年紀也可以從事某些工作)以及法律(政府於1994年的法律修改，於16~24歲的人只要申請都可以就讀) 使得實務上有很大的不同。
挪威的高級中學大都是公立學校，2007年的統計93%的高中生都是就讀公立高中。
到 2005 年，法律修改為除非私立學校為「宗教或是另類教育」，否則都是違法的。所以在挪威的私立學校只有宗教性質的(基督學校)，華德福教育學校，蒙特梭利教育法學校以及 Danielsen 學校。挪威第一個「合法」的私立高中於2005年秋季正式成立。
1994年前，高中分成三種課程：「普通」 (學習語言，歷史等)，「商業」(學習會計等)以及「職業」(學習電子，木工等等)。高中在1994年的教改後將這三種類型改成單一系統。教改的主要目標是讓每個人都獲得足夠的一般知識後並有能力前往高等學校學習。意思是讓職業學校學習更多理論，並且讓跨領域之間的學習不用浪費太多時間。在舊的系統中，學習兩年的木工課程後如果想轉到普通課程，一般會認為很浪費學分，但是新的系統可以讓你保有至少一半的學分。
2006年秋天開始實行「Kunnskapsløftet」(挪威語的「知識的承諾」或是「知識的提升」，「løfte」這個詞在挪威語有兩個意思)教改。學生可以申請普通課程(挪威語 studiespesialisering) 或者是職業課程(挪威語 yrkesfag)。這兩種主要路線裡面還有還多小路線可以走。一般挪威的高中通常會提供普通或是職業課程。 職業課程通常按照一種稱為「2+2模式」(2+2 model)進行：經過兩年的學校訓練(加上短期的實習)，學生會前往企業或是公立機構擔任兩年的學徒。學徒分成一年的訓練以及一年的實際工作。某些職業課程仍然以學校教育為主，而某些課程將學徒時間延長到三年。
教改後將資訊科技納入學校課程，許多郡縣(主要是公立高中)會免費或少量自費提供電腦供普通科學生使用學習。Kunnskapsløftet 教改也讓普通科學生在第二年到第三年之間轉換選修的方式更困難。
挪威的高中畢業時被稱為「Russ」。很多學生選擇召開派對或是慶祝會或者是在畢業考試前舉行。

## 挪威的學校教師
本節介紹挪威學校的各階段教師。
- 學前階段教師 (挪威語Førskolelærer或是 barnehagelærer)：此類教師負責幼稚園或是小學前四年級工作。要成為這類學前階段教師必須取得大學學歷。
- 輔助教師(挪威語Adjunkt): 這類教師負責小學五年級到初中十年級之間，但某些也可以在高中任職，通常是初階課程。要成為這類輔助教師得獲得大學專門科目的學位。許多輔助教師會就讀其他科目的低階課程，以便在未來成為科任教師(例如主修數學的教師會修讀物理，以便兩種科目都教)。另外要修一年的教育學。
- 講師(挪威語Lektor): 講師於初中以及高中授課，從初中八年級到高中三年級。講師必須取得碩士學歷，並且要有教育學分。講師通常得在教育學上取得更多成就。[9]

## 高等教育
挪威的高等教育提供給高中畢業的人就讀，通常是三年以上。要進入高等教育學校ˋ必須要取得大學入取證書(挪威語 generell studiekompetanse)。可以在一班的高中就讀後取得，或是根據 23/5 法律規定，超過23歲的成人，擁有五年以上的學校以及工作經驗，並且通過測驗(挪威語，數學，自然科學，英語，以及社會研究)，就可以進入大學就讀。某些科系需要有第二以及第三等級的成績(例如工程系需要數學以及物理的成績)
挪威的高等教育區分如下：
- 大學(Universities)， 主要從事理論科目(藝術，人文科學，自然科學)，提供學士(3 年)，碩士(5 年)以及博士(8 年) 等學位。大學也提供各類專業學位，包括法律，醫學，牙醫，藥劑師以及心理師等，不過其他的大學院校也有提供相關科系。

- 學院(University college)(挪威語høyskole)，提供廣泛的教育選擇，包括學士，碩士以及博士學位，工程學以及教師或護理師等職業學位。這類學院的評分系統等同大學。

- 私立學校，此類學校與公立學校相比通常專注於部分科系，例如管理學，市場行銷，美術等。私立大學的規模通常不大，有10%的大學生就讀私立學校，4%的中學生以及1.5%的小學生就讀私立學校。

在高等教育階段並沒有正式區分職業以及非職業課程。

### 挪威的高等教育歷史
在19世紀之前，挪威主要的高等教育機構為哥本哈根大學。
- 1750: 挪威陸軍學院的前身「Free Mathematical School」成立，負責培訓軍官的地理測量，繪圖，防禦工事以及數學。
- 1757: 「礦業研討會」(Mining Seminar) 在孔斯貝格成立，培訓孔斯貝格的礦業工程師。本教育單位在1814年轉移到奧斯陸的 Royal Frederik's University in Christiania 大學(成立這所大學的三年後)。
- 1811: 仿造德國的柏林洪堡大學模式(Humboldt Model)成立奧斯陸大學。
- 1859: 挪威生命科學大學的前身農業學院於奧斯成立。
- 1910: 挪威科技大學(Norwegian Institute of Technology)於特隆赫姆成立。
- 1936: 挪威經濟大學(Norwegian School of Economics and Business Administration)於卑爾根成立。
- 1943: BI挪威商學院 (BI) 成立。
- 1946: 卑爾根大學成立。
- 1961: 奧斯陸設計學院(Oslo School of Architecture and Design)成立。
- 1972: 特羅姆瑟大學成立。
- 2005: 斯塔萬格學院(Stavanger University College)升格，成為斯塔萬格大學。
- 2007: 阿格德爾學院(Agder University College) (1994成立)升格，成為阿格德爾大學。
- 2011: 博德學院(Bodø University College)升格改名為諾爾蘭大學，為挪威的第八所大學。

## 成績制度
挪威有很多種不同的成績系統，相當獨特且按照基於國外的成績評分方式演進。挪威各大學中正式且常見的評分方式為 1.0 (最低) 到 6.0 (最高)。
引進了新的博洛尼亞進程之後表示得在舊的系統以及新的系統中轉換。
低階的教育體系也使用 1~6等級評分方式，6 表示最高分，2表示及格。在非最後成績或是期中考上，常會見到分數後面加上 + 或是 - 符號(除了 6+ 以及 1-) 以及也常常使用 5/6 或是 4/3 等評分方式。不過最後的期末成績單上依然只有 1, 2, 3, 4, 5 或 6 等獨立數字成績。